# Poprava Němců v Novém Boru

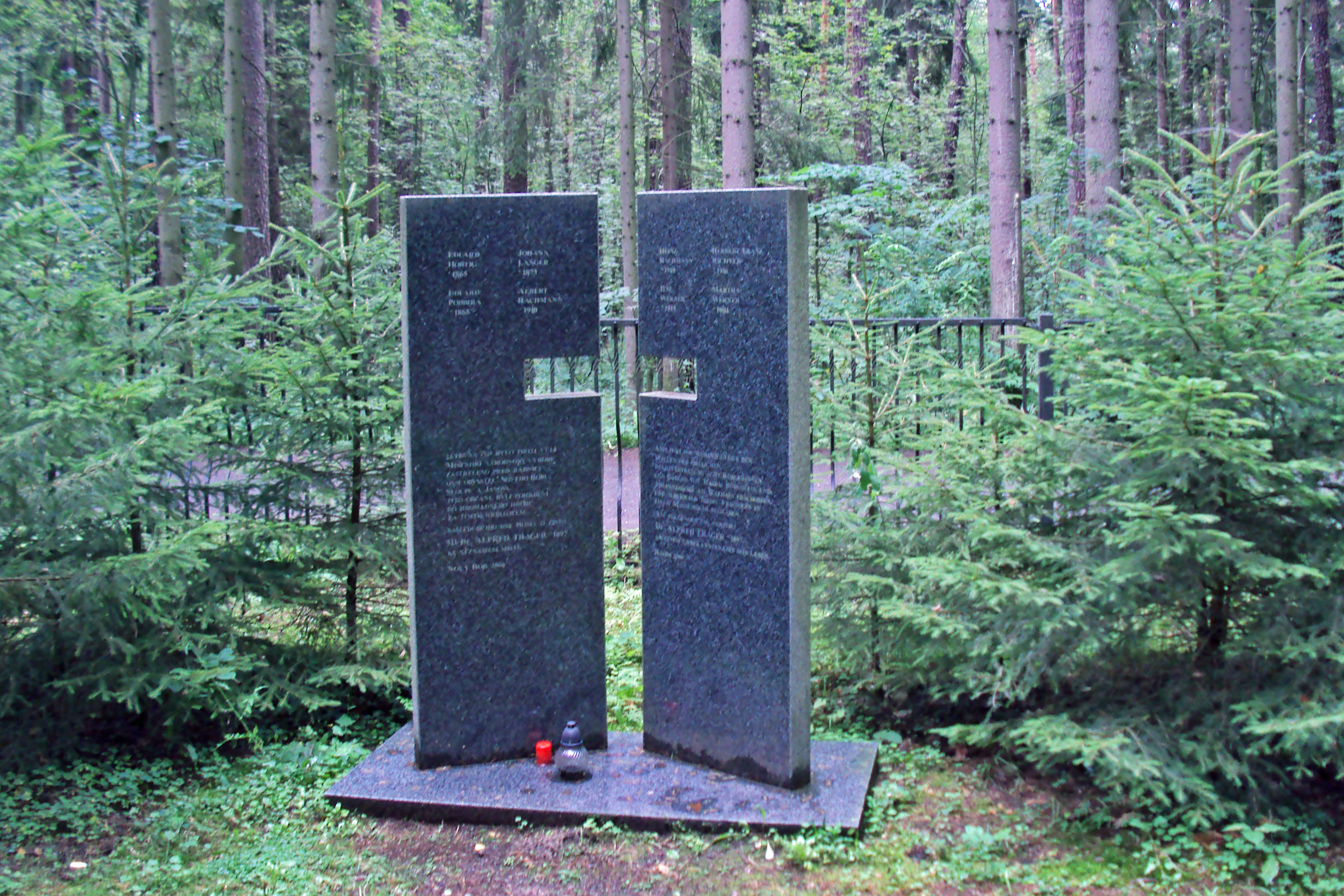
Pomník na Lesním hřbitově v Novém Boru, připomínající památku popravených Němců

Poprava osmi německých občanů z Nového Boru, Sloupu a Janova se uskutečnila před radnicí na novoborském náměstí 2. června 1945 (pozn.: v roce 1945 se město jmenovalo Bor u České Lípy, německy Haida). Na rozkaz podplukovníka Josefa Sekáče zde vojáci ze 47. pluku Československé armády bez soudu zastřelili osm místních obyvatel německé národnosti. Popraveni byli Heinz Rachmann (*1919, obchodník, spolumajitel strojírenského závodu), Ilse Wernerová (*1915, účetní), Martha Wernerová (*1904, pracovnice ve sběrně čistírny oděvů), Herbert Franz Richter (*1916, vedoucí provozu), Eduard Hortig (*1865, malíř skla), Eduard Podbira (*1865, majitel sklářské rafinerie) a Johann Langer (*1873, obuvník). Osmým byl Albert Rachmann (*1910, místní průmyslník), který byl mezi přihlížejícími, propadl panice a byl při pokusu o útěk zastřelen. U dvou z popravených, Alberta Rachmana a Herberta Richtera, je zmiňováno jejich členství v NSDAP. Těla popravených byla ponechána po dobu 24 hodin na novoborském náměstí. Rodinné příslušníky zastřelených a dalších 23 osob podplukovník Sekáč vypověděl z města a poslal je transportem z Nového Boru směrem na sever za státní hranici. Podle zápisu ze schůze místního národního výboru představitelé města s popravou nesouhlasili.
O dva dny později, 4. června 1945, se měla uskutečnit poprava dalších 11 německých obyvatel ze Sloupu a Janova. Před chystanou popravou byly zatčené osoby týrány. Této druhé popravě zabránil důstojník Rudé armády z posádky ve Cvikově.
Historické události z 2. června 1945 ještě doplňuje osud MUDr. Alfreda Trägera (*1897), primáře borské nemocnice, který byl členem NSDAP a SS. Alfred Träger dne 3. června 1945 během putování vyhnaných Němců k hranicím zmizel, s největší pravděpodobností byl cestou zabit.

## Kontroverzní památka
Celá kauza se dostala do popředí zájmu veřejnosti znovu šest desítek let po skončení druhé světové války. V roce 2006 nechali příbuzní MUDr. Alfreda Trägera zhotovit a na Lesním hřbitově v Novém Boru postavit pomník, připomínající tragickou událost z června roku 1945. Pomník byl na hřbitově umístěn se souhlasem novoborských zastupitelů, vysloveným na zasedání v únoru 2006.

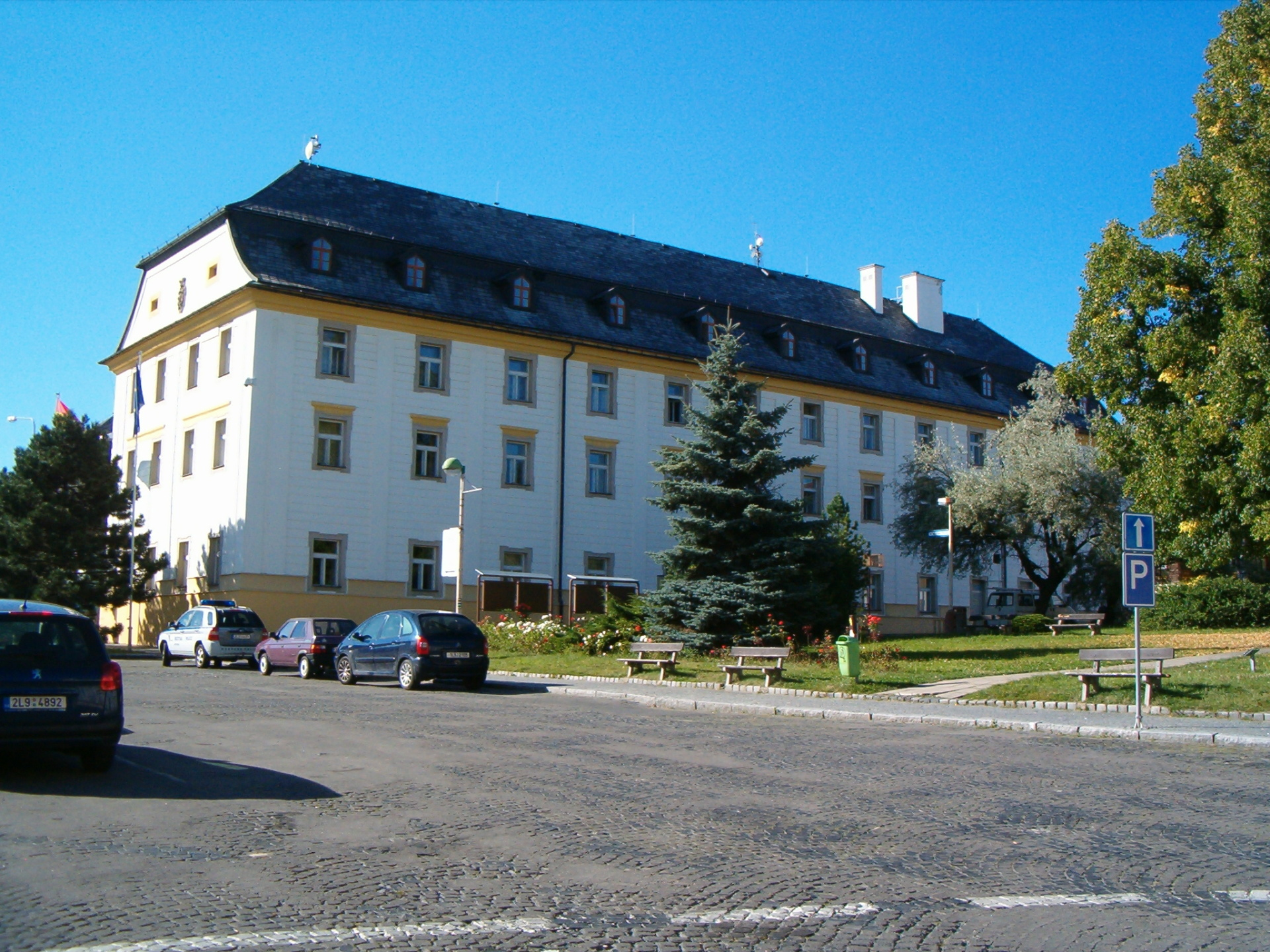
Místo, kde se uskutečnila poprava

Vybudování pomníku a rovněž příprava semináře, nazvaného BOR 1945, plánovaného na říjen roku 2009, vzbudilo v regionu značné emoce. Odpůrci připomínání památky popravených Němců označili dokonce publikování článků a pořadů o událostech z roku 1945, o Benešových dekretech a o excesech při vysídlení Němců za „mediální terorismus“. Proti pomníku jeho odpůrci vypracovali a v lednu roku 2010 zveřejnili petici. Spory o novoborský pomník měly ohlas i v německém tisku.

V důsledku široké publicity se k „novoborské kauze“ při různých příležitostech vyjádřili (pozn.: vesměs se tak stalo v předvolebních obdobích let 2009 - 2010) také někteří čeští politici. Například Miloš Zeman, od března 2010 předseda Strany Práv Občanů (SPOZ), se zmínil o svém setkání se starostou Nového Boru, kdy údajně představiteli města řekl: „že není dobré bourat památníky, ale že je dobré změnit jejich určení, protože původní návrh zahrnoval mimo jiné i osoby, jež byly v SS a NSDAP…“. Poslanec Evropského parlamentu Jan Zahradil (ODS) označil argumentaci na podporu uctění památky zastřelených Němců za nepřesvědčivou, tendenční a nepřesnou. Jiří Paroubek, který byl v letech 2006 - 2010 předsedou ČSSD, mj. upozornil, že podobné památníky jsou předmětem sporů nejen v Česku, ale i v celé Evropě.

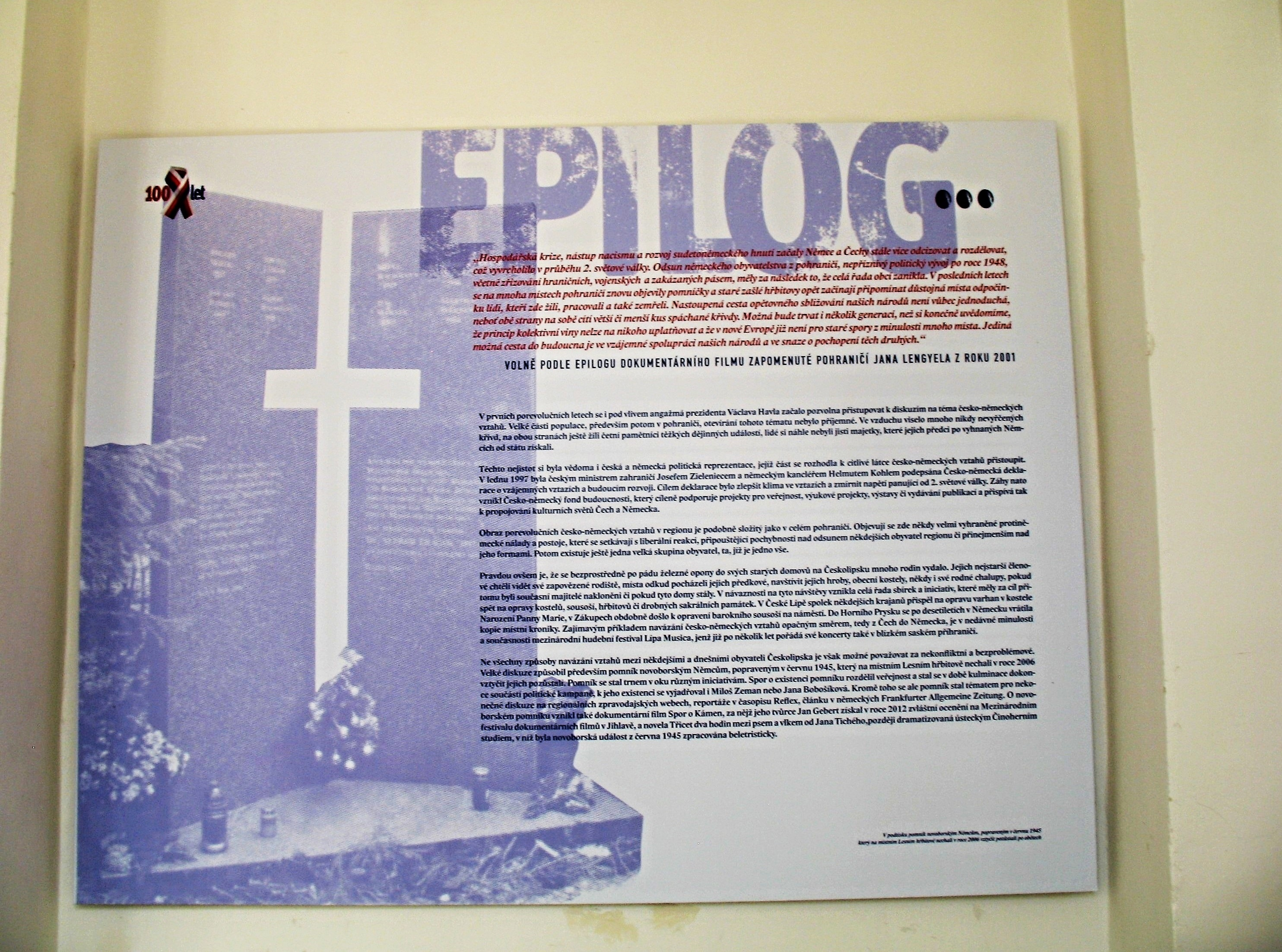
Panel na výstavě ke 100. výročí vzniku Československa ve Vlastivědném muzeu v České Lípě

Jednoznačně se pro zbourání pomníku vyslovili například politici Jana Bobošíková, předsedkyně strany Suverenita - blok Jany Bobošíkové, Vojtěch Filip, předseda KSČM, nebo Radek John, od června 2009 předseda později zaniklé politické strany Věci veřejné.

## Historie jako memento
Vedení města po protestní kampani nakonec odstranění pomníku odmítlo s prohlášením: „Nechme mrtvé odpočívat v pokoji. Odstranění pamětní desky by nikomu bolest nevyléčilo, naopak by způsobilo jen novou bolest pozůstalým. Památník chápeme také jako symbol usmíření Čechů a Němců ve společné Evropě.“  Historie novoborského masakru i sporů o připomenutí památky popravených Němců byla prezentována jako závěrečné memento na výstavě „100 let“, která byla v roce 2018 uspořádána ve Vlastivědném muzeu v České Lípě ke 100. výročí vzniku Československa.